# كونتشيقار دروازة
كونتشيقار دروازة هي بلدة في مقاطعة شهرسبز في ولاية قشقداريا في أوزبكستان.